# Anna Orłowska
Anna Orłowska z domu Przyłucka (ur. 1912 w Tychach, zm. 1996) – Polka, Sprawiedliwa wśród Narodów Świata.

## Życiorys
Anna Orłowska przed wojną była członkinią Związku Harcerstwa Polskiego. Wraz z mężem – Zdzisławem Markiem, porucznikiem WP – mieszkała w Modlinie. Po wybuchu II wojny światowej Anna wyjechała z kilkumiesięczną córką Grażyną do swojej siostry Gertrudy Górowicz i jej córki Danuty do Borszczowa w województwie tarnopolskim. Latem 1941 Borszczów znalazł się pod okupacją niemiecką. Anna, dzięki bardzo dobrej znajomości niemieckiego, została sekretarką niemieckiego administratora okolicznych majątków ziemskich. Dzięki temu mogła dość swobodnie poruszać się po okolicy, co wykorzystywała do pomocy Żydom.
Pod koniec 1941 z Anną i jej siostrą kontakt nawiązały siostry Bella i Lola (Lea) Hessing. Bella była krawcową, która szyła dla Orłowskiej i jej sąsiadów. Mąż Belli, Eli Hessing, zaginął po zmobilizowaniu do wojska. Matka sióstr, Blima Mandel, zginęła w czasie okupacji. Siostry Hessing do końca wojny przebywały w domu kobiet, w razie niebezpieczeństwa ukrywając się na strychu i komórce zamaskowanej przez szafę. Siostrom Hessing pomagano, mimo że nie miały żadnego majątku, którym mogły by dokładać się do swojego utrzymania. Orłowska i Górowicz pomagały, mimo że zdawały sobie sprawę, że grozi to śmiercią dla całej rodziny.
Anna i Gertruda ukrywały w przygotowanych kryjówkach w domu i w obejściu także innych okolicznych Żydów. Pomagały także w zdobyciu fałszywych dokumentów czy uzyskaniu pomocy lekarskiej, w tym dla Żydów ukrywających się w bunkrach w okolicznych lasach. Ukrywały m.in. rodzinę doktora Szaloma (Lunia) Rosenblata (1897–1942) i Blimy Bartfeld-Rosenblat (1900–1944?) i ich syna Arnolda (Arona) (1931–1944?). Po pewnym czasie rodzina ta udała się do okolicznej wsi Wierzchniakowce, gdzie została zamordowana. Wojnę przeżył jedynie brat Blimy – Natan Bartfeld – którego Orłowska ukryła w drewutni. Orłowska przechowywała również Rifkę (Edytkę) Bodian – córkę doktora Juliana (Joela) i Tamary (Tyszki). W 1943 cała trójka została zabita przez ukraińskich partyzantów.
W lipcu 1944 Borszczów został wyzwolony spod okupacji niemieckiej. Orłowska wraz z siostrą wyjechała na zachód wraz z narzeczonym, inżynierem Kazimierzem Orłowskim. Anna i Gertruda osiadły w Warszawie, zaś Bella i Lola na Dolnym Śląsku. Lola wzięła ślub z ocalałym z Zagłady Icchakiem Naglerem. Po urodzeniu syna Mojżesza (1949–2002), wyjechała z rodziną do Izraela. Mąż Belli wrócił ostatecznie z frontu. Małżonkowie zostali aresztowani podczas próby nielegalnego przekroczenia granicy. Orłowska pośredniczyła w zorganizowaniu dla nich pomocy prawnej, złożyła świadectwo na temat wojennych losów Belli. Po zwolnieniu Hessingowie wyjechali przez Berlin do Izraela. Siostry Bella i Lola zamieszkały w Kirjat Atta. Orłowska utrzymywała kontakt z Bellą i Lolą. W 1984 odwiedziła je w Izraelu.
W oświadczeniu w 1982 Orłowska tłumaczyła, że pomagała „z litości i głębokiego zrozumienia ich okrutnego losu. A także z jakiegoś głębokiego wewnętrznego sprzeciwu wobec zbrodniczego zła, które hitlerowscy siepacze głosili swoim prawem bezwzględnie obowiązującym ludność w okupowanych krajach”. W 1983 Anna Orłowska została odznaczona medalem Sprawiedliwych wśród Narodów Świata. Była członkinią zarządu Polskiego Towarzystwa Sprawiedliwych wśród Narodów Świata.